# Scalable Linear Recording
Scalable Linear Recording (SLR), en español "Grabación Linealmente Escalable", es un sistema de cinta magnética de la empresa noruega Tandberg Data utilizada para copias de seguridad (Backup) y archivo de datos. El desarrollo de SLR se basa en los medios de almacenamiento QIC.
En la variante con más prestaciones, el formato SLR140, se pueden almacenar hasta 70 GB de datos sin comprimir por cinta con una transmisión de datos de hasta 6 MB/s. La esperanza de vida de la cinta depende del formato utilizado y según el fabricante Imation se sitúa entre 5.000 y 15.000.